# 滅頂行動
滅頂行動是指臺灣社會中因頂新國際集團劣油事件而針對該集團之各種抵制行動，包括部份擁有好市多會員卡的民眾響應網路所發起、自2015年12月10日開始的秒買秒退滅頂行動。
起因在於儘管頂新國際集團因劣質油品事件，但在一審審判時獲判無罪，使得民眾自發前往量販店購買頂新國際集團旗下味全公司的林鳳營鮮乳，並在購買後立刻拆封退貨。由於美國好市多等量販店在流程上合法，而味全公司則要自行吸收損失，這造成臺灣許多抗議民眾紛紛響應活動，並將  
這作法稱呼為「秒買秒退」。這種抵制行動，包括前中央警察大學教授葉毓蘭便在Facebook上批評此舉如同恐怖攻擊；然而許多人士則表示支持，認為藉由直接行動能讓頂新國際集團直接面對虧損。滅頂行動使魏家4兄弟財富由2014年的86億美元（約2580億台幣）暴跌至2016年的46億美元（約1380億元台幣），損失約1200億元財產。
2014年魏家被迫退出味全董事會，味全積極切割頂新，要擺脫魏家影子，在長達兩年的拒買抵制行動後，味全公司於2017年第一季，營收、獲利皆由負轉正。

## 背景
頂新國際集團在劣質油品事件一審判決中，裁定魏應充等6人全數無罪，這讓社會重新針對頂新國際集團發動抵制行動。2017年4月27日，二審智慧財產法院宣判魏應充等被告2年徒刑定讞。

## 行動

### 首波嘗試
2015年12月8日，新北市的活動發起人「Andy Yen」在Facebook上表示，美國量販店好市多因為強調客戶服務而讓會員享有無條件退貨機制，依照退貨規定能在購買商品後發現有瑕疵或不滿意後全額退款，當中生鮮產品在保存期限內便能退貨。而好市多在生鮮食品退貨後將一律銷毀該項商品，商品退貨後的損失則由供貨廠商負擔。有鑑於過去日本社會有拒買雪印乳業公司的產品、而使其倒閉的案例，他因此呼籲民眾響應針對味全公司的林鳳營鮮乳發起退貨行動，藉由報廢味全食品的方式以達到抵制頂新國際集團的目的。而在當天，「Andy Yen」與友人便前往新北市的好市多中和店購買40瓶3.65公升、售價179元的林鳳營鮮乳後，直接開瓶戳破封口並拿到櫃檯退貨。事後其在網際網路上公布過程，表示退貨損失是由味全吸收而呼籲響應行動。
12月9日，網友在批踢踢上表示在好市多臺中店一次購買25瓶林鳳營鮮乳，隨即辦理退貨近新臺幣2,500元成功。此舉隨即引起臺灣各地許多具好市多會員資格的網友效仿，前往好市多中和店、汐止店、新竹店、臺中店、臺南店、嘉義店等分店，集資大量購買林鳳營鮮乳後再辦理退貨，響應這次抵制頂新國際集團之行動。當天晚上，在南部科學工業園區工作的楊家衛、友人林誌諺等3人前往好市多臺南，向幹部表示要購買整櫃林鳳營鮮乳、並馬上退貨，因為員工急忙把鮮乳撤架而使3人僅取得13瓶。而在結帳前，好市多量販店的主管出面阻擋並指責是惡意購買，表示賣家有權選擇不販售商品給特定民眾，並表示可以直接取消會員資格。雙方之後在結帳區僵持30分鐘，圍觀一位女性民眾看不下去好市多幹部蠻橫行徑並表示支持該秒退行動，便直接取走3瓶林鳳營鮮乳說明願意協助退貨，後續直到記者抵達現場後，幹部才同意讓網友結帳購買10瓶，並由後者開瓶後退貨。另外網友在批踢踢上表示好市多北高雄店計畫採取限購措施，並且發起寄信至美國好市多總公司的活動。
對於網友針對頂新國際集團的新一波抵制行動，好市多臺灣總公司表示好市多臺南店是因為量販店會員希望購買全部鮮乳，主管當下對於大量購買的民眾進行道德勸說，希望後者能減少購買數量。同時好市多北高雄店也將不會採取拒賣或限購措施，而好市多臺灣總公司也尊重網友發起寄信至美國總公司的做法。而好市多、家樂福、大潤發、愛買等量販業者表示亦有提供消費者退貨服務，但量販店的基本規範上不會有無條件退貨的狀況，因此並未出現好市多秒退的狀況。

## 評價
對於網友針對林鳳營鮮乳發起抵制活動，試圖造成味全公司嚴重虧損而倒閉，然而各界對這次行動則評價兩極。其中著名網路行銷總監邱煜庭在Facebook上發文表示「秒買秒退」行動會產生銷貨退回，不會讓味全公司的營收和實際金流有所增減，只會讓量販店與味全公司的會計成本增加。同時他也提到酪農可能僅知道業務表示銷售量極佳而要求繼續供應乳源，因此抵制頂新國際集團的重點仍在推廣拒買運動上。
另外，趁此次抵制行動撿便宜之民眾不在少數。
而近年林鳳營銷售量回穩，而頂新仍為味全股東，故此次抵制行動有時被網友嘲諷。

## 另見
- 杯葛
- 波士頓傾茶事件
- 三姐弟布丁事件

## 外部連結
- 滅頂行動的Facebook專頁